# Гарно, Гектор де Сент-Дени
Гектор де Сент-Дени Гарно (13 июня 1912, Монреаль — 24 октября 1943, Сент-Катрин-де-ла-Жак-Картье) — квебекский писатель, прозаик и поэт, в настоящее время также получающий известность как живописец.

## Биография
Де Сент-Дени Гарно родился в Монреале в богатой семье, вырос в окружении творческой интеллигенции, он является правнуком поэта Альфреда Гарно и праправнуком историка Франсуа-Кзавье Гарно. Юный Гектор провел часть своего детства в семейном поместье Сент-Катрин-де-Фоссамбо (ныне Сент-Катрин-де-ла-Жак-Картье) со своей двоюродной сестрой Анной Эбер, впоследствии также ставшей писательницей.
Де Сент-Дени Гарно возвращается с родителями в Монреаль в 1923 году и в том же году начинает учёбу в ряде образовательных учреждений (Колледж Святой Марии, Колледж Лойолы и Колледж Жан-де-Бребёф), далее на курсах живописи в школе изящных искусств; однако проблемы со здоровьем заставляют его прервать учёбу в 1934 году.
В возрасте 16 лет он заболел ревматической лихорадкой, что вызвало осложнение на сердце. Несколько лет спустя врачами был поставлен диагноз — порок сердца. Восприятие мира у Гектора резко меняется, когда он осознаёт всю хрупкость человеческого бытия. В конце концов, молодой человек вынуждено прерывает изучение философии и погружается в уныние.
В 1934 году он основывает журнал «La Relève» с Робертом Шарбоно, Робертом Илии и Полом Болье. В 1937 году де Сент-Дени Гарно публикует сборник стихов: «Regards et jeux dans l’espace». Сборник становится поворотным моментом в квебекской литературе, которая на тот момент ограничивалась бледной имитацией литературы французской. Тем не менее, сперва издание получает прохладный прием, что отрицательно сказывается на моральном состоянии автора. Он будет признан позже, уже после смерти, как предшественник современной литературы Квебека.
Гектор де Сент-Дени Гарно умер в возрасте 31 года, в районе Сент-Катрин-де-ла-Жак-Картье (Сент-Катрин-де-Фоссамбо), к северу от Квебек-Сити, где он проживал. Обстоятельства его смерти некоторые находят таинственными. Хотя известно, что смерть его была вызвана сердечным приступом, произошедшем во время прогулки на каноэ, умер Гектор де Сент-Дени Гарно в поместье Жозефа-Луи Буше, где остановился, чтобы преодолеть изнеможение, пытаясь прийти в себя.
Архивные фонды Гектора де Сент-Дени Гарно хранятся в Монреальском Архивном Центре Национальной Библиотеки и Архива Квебека.

## Его поэзия
Сын состоятельный монреальской семьи, де Сент-Дени Гарно уже в раннем возрасте проявил интерес к поэзии и начал классические занятия с иезуитами. Страдая от ревматической болезни сердца, он прерывает учёбу в 1934 году. Далее в 1937 годе, после трёхлетнего общения с молодыми католическими интеллектуалами, он публикует сборник стихов под названием «Regards et jeux dans l’espace». Но позднее, де Сент-Дени Гарно изымает все копии, ранее переданные в магазины, объяснив, что причиной этому было «не опасение быть превратно понятым, а нежелание быть выставленным напоказ». Позже он уединяется в семейном особняке Сент-Катрин-де-Фоссамбо (ныне Сент-Катрин-де-ла-Жак-Картье), продолжая писать, но уже не публикуя новых стихов.
Посмертно был издан его сборник Poésies complètes (составленный его друзьями Жаном Ле Мойна и Робертом Элии), а также переписка с друзьями (Lettres à ses amis) и личный дневник (Journal).
Джон Гласско перевёл стихи де Сент-Дени Гарно на английский язык (Complete poems of Saint Denys Garneau, Ottawa, 1975). Луис Висенте де Агинага сделал испанский перевод (Todos y cada uno. Poemas, Guadalajara, 2007).